# Cadan Murley
Pas d'image ? Cliquez ici

a Compétitions nationales et continentales officielles uniquement.

b Matchs officiels uniquement.
Dernière mise à jour le 10 septembre 2023.
Cadan Murley, né le 31 juillet 1999 à Frimley, est un joueur anglais de rugby à XV évoluant au poste d'ailier avec les Harlequins en Premiership.

## Biographie
Son père Jon a aussi joué pour les Harlequins.

### Carrière en club
Murley rejoint l'Académy (centre de formation) des Harlequins en 2017-2018, faisant ses débuts compétitifs contre les Scarlets lors de la Coupe anglo-galloise. Lors de la saison suivante, il marque un essai dans le championnat anglais et deux essais en Challenge européen. En 2019-2020, il améliore ce total avec 7 essais en 20 apparitions.
Finalement, lors de la saison 2020-2021, où il marque son premier essai en Champions Cup (Coupe d'Europe), il est sacré champion d'Angleterre en participant à la victoire des Harlequins contre Exeter Chiefs en finale (40-38).
Lors des deux saisons suivantes, Cadan Murley devient l'un des joueurs les plus prolifiques en Angleterre, étant deuxième meilleur marqueur d'essais en 2021-2022, derrière Max Malins et meilleur marqueur en 2022-2023, avec à chaque fois 15 unités. Il fait également partie de l'équipe type de Premiership en 2023.

### Carrière internationale
L'ailier représente l'Angleterre chez les moins de 18 ans (en) et les moins de 20 ans, marquant un essai lors du Tournoi des Six Nations des moins de 20 ans 2019 pour un match disputé.
Il fait partie des 36 joueurs retenus dans le groupe de l'Angleterre pour le Tournoi des Six Nations 2023. Steve Borthwick l'appelle également pour prendre part au camp d'entraînement en amont de la Coupe du monde 2023. Il n'est finalement pas inclus dans la liste finale pour la compétition planétaire.
Mi-février 2024, il est convoqué avec l'équipe d'Angleterre A afin d'affronter le Portugal. En novembre 2024, il est encore sélectionné en équipe d'Angleterre A pour affronter l'Australie A (en). Il est convoqué pour le Tournoi des Six Nations 2025 et obtient sa première titularisation le 1er février face à l'Irlande à l'Aviva Stadium où il inscrit son premier essai international. 

## Palmarès

### En club
- Harlequins
  - Vainqueur du Championnat d'Angleterre en 2021

### Distinctions personnelles
- Meilleur marqueur d'essais du Championnat d'Angleterre en 2023
- Membre de l'équipe type du Championnat d'Angleterre en 2023